# Xosé Represas Giráldez
Xosé Represas Giráldez (Ginzo, Puenteareas, 20 de mayo de 1956 - Puenteareas, 24 de mayo de 2021) fue un político español que se desempeñó como alcalde de Puenteareas.

## Trayectoria política
Licenciado en Ciencias Empresariales por la Universidad de Vigo, trabajó en una entidad financiera de Ponteareas. Fue director de la Comunidad de Montes de Xinzo y presidente de la Asociación Forestal de Galicia. 
Afiliado al Bloque Nacionalista Galego (BNG), se presentó a las elecciones municipales y entró como concejal del BNG en Ponteareas en junio de 2007, en sustitución de Roberto Mera. En las elecciones municipales de 2015 encabezó la lista del BNG en Ponteareas y fue elegido alcalde con el apoyo del PSdeG-PSOE, A Riada do Tea y EU-Son. En las elecciones, en 2019, fue reelegido alcalde.
El 29 de abril de 2021 dimitió de la alcaldía por enfermedad y falleció el 24 de mayo de ese año.